# Испански орел
Испански орел (Aquila adalberti) е вид птица от семейство Ястребови (Accipitridae). Видът е световно застрашен, със статут Уязвим.

## Разпространение
Разпространен е в Португалия и Испания.